# Absolutely Free
Absolutely Free är Frank Zappa & the Mothers of Inventions andra album och det släpptes 26 maj 1967. Albumet kombinerar flera olika musikstilar, bland annat Experimentell rock, avantgarde, progrock, bluesrock, och psykedelisk rock. Skivan spelades in i november 1966, men släpptes inte förrän 1967 eftersom skivbolaget ville censurera låttexter och omslag. Zappa ville att låttexter skulle skrivas ut i konvolutet, men MGM Records som ägde skivbolaget Verve Records accepterade bara detta om låttexterna censurerades. Slutresultatet blev att inga låttexter skrevs ut, men med albumet följde en beställningssedel för ett separat libretto som innehöll alla låttexter. MGM ogillade även att texten "War means work for all" skrevs ut ovanför den amerikanska flaggan på omslaget. Kompromissen blev att texten mattades ut för att synas mindre.
Skivans två sidor är skrivna som varsin musikalisk svit, med texter som innehåller stora inslag av Zappas samhällskommentarer, satir och humor. Musiken innehåller flera musikaliska referenser till kompositören Igor Stravinskij, bland annat citat från verken Våroffret, Eldfågeln, Petrusjka och Historien om en soldat
Albumet släpptes på nytt 29 september 2017 för att fira dess 50-årsjubileum. Nyutgåvan släpptes exklusivt på vinyl, och innehåller förutom dubbelalbumet skapat direkt från de ursprungliga analoga masterbanden även en extra CD-skiva med 20 minuter bonusmaterial.
Låten "Brown Shoes Don't Make It" är en referens till den amerikanske presidenten Lyndon B. Johnson, Time's journalist Hugh Sidey skarpt observerade hade felmatchat ett par bruna skor till en grå kostym på ett event. Journalisten misstänkte att något var i görningen, och mycket riktigt skulle det visa sig att Johnson samma dag medverkade på ett möte med officerare i Vietnam, då han bytt ut den presidentlika kostymen mot mer avslappnade ranchkläder, inklusive de bruna skorna.
"The Duke of Prunes", "Amnesia Vivace", och "The Duke Regains His Chops" är på denna utgåva en svit uppdelad i tre delar, men klipptes ihop till ett musikstycke på kompileringsutgåvan Mothermania.
"Plastic People" handlar om farorna med konformism, och blev populär hos de som levde under auktoritära kommunistregimer i dåtidens östblock. En av dem, Milan Hlavsa från tjeckoslovakien inspirerades att starta ett band inom underground rock-genren, Plastic People Of The Universe.

## Låtlista
|     | Första sidan: Absolutely Free                  | (19:34) |
| --- | ---------------------------------------------- | ------- |
| 1.  | Plastic People                                 | (03:40) |
| 2.  | The Duke of Prunes                             | (02:12) |
| 3.  | Amnesia Vivace                                 | (01:01) |
| 4.  | The Duke Regains His Chops                     | (01:45) |
| 5.  | Call Any Vegetable                             | (02:19) |
| 6.  | Invocation & Ritual Dance of the Young Pumpkin | (06:57) |
| 7.  | Soft-Sell Conclusion & Ending of Side #1       | (01:40) |
|     | Andra sidan: The M.O.I. American Pageant       | (18:35) |
| 8.  | America Drinks                                 | (01:52) |
| 9.  | Status Back Baby                               | (02:52) |
| 10. | Uncle Bernie's Farm                            | (02:09) |
| 11. | Son of Suzy Creamcheese                        | (01:33) |
| 12. | Brown Shoes Don't Make It                      | (07:26) |
| 13. | America Drinks & Goes Home                     | (02:43) |

När skivan släpptes på CD inkluderades två extraspår. Formatet gjordes om till en sida, och de två extralåtarna, "Big Leg Emma" och "Why Don'tcha Do Me Right?" lades till precis i mitten, som nummer åtta och nio.

## Medverkande
- Frank Zappa: gitarr, sång, kompositioner, arrangemang, dirigering samt omslagsdesign och layout.
- Ray Collins: sång, tamburin
- Jim Fielder: gitarr, piano
- Don Preston: klaviatur
- Bunk Gardner: träblås
- Roy Estrada: bas, sång
- Jim Black: trummor, sång
- Billy Mundi: trummor, percussion
- Don Ellis: trumpet (endast spår 12)
- Johnny Rotella: kontrabassklarinett (endast spår 12)
- Jim Getzoff: fiol (endast spår 12)
- Marshall Sosson: fiol (endast spår 12)
- Alvin Dinkin: viola (endast spår 12)
- Armand Kaproff: cello (endast spår 12)[2]
- Ami Hadani: inspelningstekniker
- Val Valentin: inspelningschef
- Tom Wilson: producent
- Alice Ochs: omslagsfotografi
- Jerry Deiter och Marshal Harmon: övriga fotografier[10]